# Escudo de San Vicente del Raspeig

Representación del escudo de San Vicente del Raspeig según su blasón oficial.

El escudo de San Vicente del Raspeig (Alicante) España tiene su origen sobre 1960 aunque no será aprobado oficialmente hasta el 12 de febrero de 1970. 

## Heráldica
El Ayuntamiento de San Vicente del Raspeig, lo describe en su Reglamento de Honores como:

Escudo a la española; el jefe de oro, con los cuatro palos de gules, que es de Aragón, y de sinople con dos herraduras de oro, en pal, acompañadas de dos y dos flores de almendro en su color. El todo sur montado con corona real cerrada y, sobre ella una cinta de plata con el mote “Sequet pero sanet”.

## Historia
La heráldica de San Vicente del Raspeig es una buena muestra de que aunque haya símbolos que se materialicen en épocas recientes, forman parte de la cultura popular y de la identidad histórica de los pueblos que lo asumen como propios.
Es fruto del especial talento de don José Rodríguez Torregrosa para el diseño y la cartelería, pero también por sus múltiples gestiones ante organismos públicos, la Real Academia Española de la Historia, la Administración Central del Estado y otras instituciones. La publicación en el Boletín Oficial del Estado del Decreto aprobando nuestro escudo es uno de los hitos históricos de San Vicente del Raspeig.
La elección de un escudo heráldico que representara oficialmente el pueblo de San Vicente del Raspeig se inició en la década de 1960, es decir, más de un siglo y dos decenios después de su emancipación definitiva de la ciudad de Alicante. En aquella década coincidieron dos factores esenciales: la llegada inmigratoria, con el consecuente aumento demográfico en comparación con otros municipios de la comarca; y la identidad de los valencianos como pueblo diferenciado comenzaba a ser redescubierta después de la pérdida de los fueros (siglo XVIII), gracias a fenómenos mediáticos como la Nueva Canción o la publicación de dos obras de Joan Fuster: Nosaltres els valencians (1962) y El País Valenciano (1963). También comienzan a aparecer obras de temática local, provincial y regional.
En el Libro de Fiestas Patronales del año 1968, Vicente Martínez Morellà, hace mención al Manual geográfico-estadístico de la provincia de Alicante (1978), del profesor P. Orozco Sánchez, y después de avisar que San Vicente "no relata escudo heráldico por no poseerlo", basándose en el ensayo de Francisco Figueras Pacheco, "El nuevo escudo de Alicante",  determina lo siguiente: "salvo mejor parecer, dicho escudo debería recoger la imagen de San Vicente Ferrer, nuestro Santo Patrón, y el almendro en flor, base de nuestra riqueza agrícola". Al mismo tiempo, como el escudo no respondía a los criterios de simbología heráldica ni recogía ningún elemento identificativo del pasado histórico común que, desde la Edad Media, habían pertenecido a tierras sanvicenteras, no recibió la aprobación de los organismos competentes. Así, se realizó una nueva y definitiva descripción heráldica del escudo oficial del Ayuntamiento de Sant Vicent del Raspeig, pero en esta ocasión, ateniéndose a los cánones heráldicos de la Real Academia de la Historia. Ésta emitió su dictamen favorable y por último al BOE, número 47, de 24 de febrero de 1970 aparece el Decreto 446/1970, de 12 de febrero, por el cual se autorizaba al Ayuntamiento de San Vicente del Raspeig a adoptar el escudo heráldico municipal.
La tipología externa que presenta el blasón municipal corresponde a un escudo cortado con corona real y lema. Las semejanzas formales entre el escudo sanvicentero y el de Muchamiel o Campello, son patentes: la mitad inferior del escudo presenta un fondo de color verde (color tradicionalmente vinculado a las comunidades de simbología islámica), que pueden interpretar como simbólica representación de los supuestos orígenes musulmanes del que en principio fueron unas alquerías diseminadas por la huerta y por el campo alicantino.

Escudo que utiliza el Ayuntamiento, con los dos campos en que se divide el escudo de igual tamaño.

La mitad superior del escudo sanvicentero nos vincula a una comunidad histórica de base medieval que comparte los diversos territorios y nacionales que formaban parte de la antigua Corona de Aragón; se trata de las cuatro barras rojas (Barras de Aragón) sobre fondo dorado o amarillo. Al mismo tiempo, conviene tener presente que ningún estado medieval ha tenido bandera; tenían (igual que los escudos) los reyes o los nobles. Fue en épocas de revindicaciones forales o sociales (como los primeros periodos liberales románticos, durante la Primera y la Segunda República, o durante la Transición Española democrática del siglo XX), cuando las naciones históricas sin Estado propio han reivindicado estos símbolos de identidad que se remontan a las épocas en que aún eran países independientes, con gobierno y leyes propias.
La corona que aparece sobre el escudo es un símbolo de la vinculación tradicional de las tierras sanvicenteras a la jurisdicción real, y por tanto, foral; frente a otras poblaciones y villas de dominio feudal a la Edad Media.
Las cuatro flores de almendro que se reparten a los lados izquierdo y derecho de la mitad inferior simbolizan el culto ancestral que las civilizaciones mediterráneas han profesado a la naturaleza. El almendro ha acontecido, por tanto, un símbolo de la tierra; pero és precisamente el florecer el periodo más delicadamente crítico y a la vez más esperanzador de este cultivo; no de las fiestas más tradicionales del pueblo (las patronales) se celebran ya iniciada la primavera, cuando, las inclemencias del invierno han pasado y la nueva recogida comienza a ser una realidad. La ofrenda de la fiesta al patrón, San Vicente Ferrer, se acepta bien con el sentido "pagano" de la celebración, porque la defensa de los intereses agrarios valencianos que simbolizan el predicador dominico es una buena prueba de ello.
Las dos herraduras de oro que hay en el centro de la mitad inferior del escudo, pueden recordar la leyenda de la pérdida de la herradura del burro de fray Vicente Ferrer al llegar al Raspeig. La herradura aparece también en el escudo de la familia judío-conversa de los Ferrer, de donde descendía Vicente Ferrer. El hecho de que las herraduras del blasón sean precisamente de siete llaves nos puede hacer pensar el simbolismo positivo que tiene este número (el 7) a la cultura de raíz judía y a nuestra propia cultura popular. Cabe decir, que las herraduras constituyen un símbolo de una de las principales actividades de los habitantes sanvicenteros del siglo XVIII, XIX, y primeros del XX: los acarreadores; se trataba de una ocupación completamente de trabajos rurales (transporte de barrilla, algarroba, etc) o industriales (transporte de teja y ladrillo).
El lema "Sequet però sanet" reproduce, según la leyenda popular, la contestación que el padre Vicente Ferrer dio a un labrador del Raspeig cuando éste le pedía agua para los campos secos. La permanencia de estas palabras en la cultura popular y en la heráldica local identifica San Vicente del Raspeig con el conjunto de territorios de lengua catalana y más concretamente con los que hablan la variante valenciana.